# SG Nußloch
Die SG Nußloch (SGN, vollständiger Name Sportgemeinde 1887 Nußloch e. V.) ist ein Sportverein aus der baden-württembergischen Gemeinde Nußloch. Der 1887 gegründete Verein bietet die Sportarten Judo, Handball, Leichtathletik, Schwimmen, Tischtennis und Turnen an.

## Geschichte
Die Wurzeln des Vereins liegen im am 30. Oktober 1887 gegründetem Turnverein Jahn Nußloch. 1905 folgte die Gründung des Turn- und Fechtclub Nußloch. Lehnte man einen Zusammenschluss beider Turnvereine Anfang der 1920er-Jahre noch ab, erfolgte bedingt durch die Gleichschaltung im September 1933 dann doch der Zusammenschluss beider Vereine zum TSV Nußloch. Nach Kapitulation Deutschlands wurden sämtliche Sportvereine verboten. Am 17. November 1945 erfolgte dann die Neugründung unter dem Namen Sportgemeinde 1887 Nußloch e. V.

## Handball
Überregional bekannt ist die SG Nußloch durch ihre Handballabteilung. Die Feldhandball-Abteilung der Männer spielte von 1933 bis 1938 in der erstklassigen Handball-Gauliga Baden. Die Männermannschaft nahm 1977 erstmals an der Hauptrunde des DHB-Pokals teil. Dabei unterlag sie in der ersten Runde gegen den Bundesligisten SG Leutershausen mit 17:20. Bei der zweiten Teilnahme 2007 besiegte die SGN in der ersten Runde die MSG Darmstadt deutlich mit 14:38, schied dann aber in der zweiten Runde nach einer 28:31-Niederlage gegen den Regionalligisten SG Köndringen/Teningen aus.
Nachdem die SGN-Handballer in der Saison 2012/13 als Aufsteiger in der Handball-Oberliga Baden-Württemberg den fünften Platz belegten, sicherten sie sich 2013/14 bereits drei Spieltage von Saisonende vorzeitig den Aufstieg in die 3. Liga. Am letzten Spieltag der Saison 2013/14 sicherten sich die Handballfrauen der SG Nußloch ebenfalls die Meisterschaft der Oberliga Baden-Württemberg und damit den Aufstieg in die 3. Liga.
Am 13. Januar 2020 hat die SG Nußloch Handball GmbH, als wirtschaftlicher Träger des Spielbetriebs der 1. Herren- und 1. Damenmannschaft, einen Antrag auf Insolvenz gestellt. Am 12. Februar zog der Verein seine erste Herren-Mannschaft vom Spielbetrieb der 3. Liga Mitte zurück.

## Tischtennis
Am 1. Oktober 1948 gründete sich die Abteilung Tischtennis als weitere Sportart in der Sportgemeinde. In den 60er Jahren kam es bundesweit zu einem großen Aufschwung, was sich auch in Nußloch mit deutlich steigenden Mitgliederzahlen bemerkbar machte. Von nun an etablierte sich Nußloch im Kreis Heidelberg als einer der führenden Vereine und hielt sich über viele Jahre im Herren- und Jugendbereich auf Bezirksebenen-Niveau. Mit der Zeit kamen viele neue Vereine in der Umgebung hinzu, was zu einer Verschiebung der Ligen führte und sich Nußloch in Kreisliga wiederfand. Mit der Jahrtausendwende wurden eine Reihe von Erfolgen verzeichnet: Kreisklassenpokal Herren (2002), Kreisligameister Herren (2004), Kreismeister Jugend (2005), Kreisligameister Herren (2010), Regionspokal Herren (2010), Verbandspokal Herren (2010). Den letzten großen Erfolg gab es im Jahr 2015 für die Jugendspieler. Sie gewannen seit 2005 wieder den Kreismeistertitel.